# Неверие апостола Фомы (Караваджо)
Уверение Фомы (итал. Incredulità di San Tommaso) — картина кисти Караваджо на евангельский сюжет. Хранится во дворце Сан-Суси (Потсдам). Относится к периоду создания полотен для часовни Контарелли в церкви Сан-Луиджи-деи-Франчези. Датируется 1600—1602 годами.

## Сюжет
События картины отсылают к заключительным стихам 20 главы Евангелия от Иоанна, в которых говорится о том, что апостол Фома, не присутствовавший при предшествовавших явлениях Христа, выразил сомнение в достоверности рассказов других учеников Иисуса и заявил, что уверует, только если собственноручно удостоверится в наличии ран на теле воскресшего учителя. Через неделю Фома получил возможность проверить истинность слов других апостолов и, вложив пальцы в рану Христа, уверовал. Эти события описываются так:

Другие ученики сказали ему: мы видели Господа. Но он сказал им: если не увижу на руках Его ран от гвоздей, и не вложу перста моего в раны от гвоздей, и не вложу руки моей в ребра Его, не поверю. После восьми дней опять были в доме ученики Его, и Фома с ними. Пришел Иисус, когда двери были заперты, стал посреди них и сказал: мир вам! Потом говорит Фоме: подай перст твой сюда и посмотри руки Мои; подай руку твою и вложи в ребра Мои; и не будь неверующим, но верующим. Фома сказал Ему в ответ: Господь мой и Бог мой! Иисус говорит ему: ты поверил, потому что увидел Меня; блаженны невидевшие и уверовавшие. 
— Ин. 20:26-28
Композиция этого горизонтально ориентированного полотна организуется противостоянием хорошо освещённой фигуры Христа в левой части и склонившимися в сходной позе фигурами трёх апостолов в правой. Расположение голов персонажей словно образует крест или ромб. Фон тёмный и недетализованный, что является характерной чертой манеры Караваджо. Удивлённо-недоверчивый взгляд Фомы направлен на рану на груди Иисуса, который своей рукой направляет кисть апостола. Пристальное внимание, с которым на тело Иисуса смотрят два других апостола, сходно с эмоциональной реакцией Фомы, что говорит о нетривиальной интерпретации евангельского сюжета: не только Фома нуждается в подтверждении чуда. Отсутствие нимба над головой Иисуса говорит о том, что он выступает здесь в своей телесной ипостаси.
В картине прекрасно передается объём человеческих фигур и игра светотени. Свет падает слева на правую часть тела Иисуса и фокусируется на его открытой груди с зияющей раной. Также световому акцентированию подвергается лысина третьего апостола. Лицо Фомы словно освещено отражённым от Иисуса светом. Лицо самого Христа и второго апостола находятся в тени.

## Признание
Картина имела успех у современников, и её упомянули в своих свидетельствах Беллори, Зандрарт, Мальвазия, Сканелли. Для своей галереи полотно приобрел маркиз Винченцо Джустиниани. Караваджо создал также авторскую копию «Неверия апостола Фомы». Полотно вызывало интерес и других художников, которые неоднократно копировали произведение Караваджо в XVII веке. В 1816 году коллекция Джустиниани была распродана, и картину Караваджо приобрели для дворца Сан-Суси в Потсдаме (Германия).